# Finale hommes au saut de cheval des Jeux olympiques d'été
| Édition   | Lieu                              | Or                                | Argent                            | Bronze                            |
| --------- | --------------------------------- | --------------------------------- | --------------------------------- | --------------------------------- |
| 1896      | Athènes                           | Carl Schuhmann (GER)              | Louis Zutter (SUI)                | Hermann Weingärtner (GER)         |
| 1900      | Paris                             | non inclus au programme olympique | non inclus au programme olympique | non inclus au programme olympique |
| 1904      | Saint-Louis                       | George Eyser (USA)                | Anton Heida (USA)                 | William Merz (USA)                |
| 1908–1920 | non inclus au programme olympique | non inclus au programme olympique | non inclus au programme olympique | non inclus au programme olympique |
| 1924      | Paris                             | Frank Kriz (USA)                  | Jan Koutny (TCH)                  | Bohumil Morkovsky (TCH)           |
| 1928      | Amsterdam                         | Eugen Mack (SUI)                  | Emanuel Löffler (TCH)             | Stane Derganc (YUG)               |
| 1932      | Los Angeles                       | Savino Guglielmetti (ITA)         | Alfred Jochim (USA)               | Edward Carmichael (USA)           |
| 1936      | Berlin                            | Alfred Schwarzmann (GER)          | Eugen Mack (SUI)                  | Matthias Volz (GER)               |
| 1948      | Londres                           | Paavo Aaltonen (FIN)              | Olavi Rove (FIN)                  | János Mogyorósy Klencs (HUN)      |
| 1948      | Londres                           | Paavo Aaltonen (FIN)              | Olavi Rove (FIN)                  | Ferenc Pataki (HUN)               |
| 1948      | Londres                           | Paavo Aaltonen (FIN)              | Olavi Rove (FIN)                  | Leo Sotornik (TCH)                |
| 1952      | Helsinki                          | Viktor Chukarin (URS)             | Masao Takemoto (JPN)              | Takashi Ono (JPN)                 |
| 1952      | Helsinki                          | Viktor Chukarin (URS)             | Masao Takemoto (JPN)              | Tadao Uesako (JPN)                |
| 1956      | Melbourne                         | Helmut Bantz (EUA)                | non décerné                       | Yuri Titov (URS)                  |
| 1956      | Melbourne                         | Valentin Muratov (URS)            | non décerné                       | Yuri Titov (URS)                  |
| 1960      | Rome                              | Takashi Ono (JPN)                 | non décerné                       | Vladimir Portnoi (URS)            |
| 1960      | Rome                              | Boris Shakhlin (URS)              | non décerné                       | Vladimir Portnoi (URS)            |
| 1964      | Tokyo                             | Haruhiro Yamashita (JPN)          | Viktor Lisitsky (URS)             | Hannu Rantakari (FIN)             |
| 1968      | Mexico                            | Mikhail Voronin (URS)             | Yukio Endō (JPN)                  | Sergei Diomidov (URS)             |
| 1972      | Munich                            | Klaus Köste (GDR)                 | Viktor Klimenko (URS)             | Nikolai Andrianov (URS)           |
| 1976      | Montréal                          | Nikolai Andrianov (URS)           | Mitsuo Tsukahara (JPN)            | Hiroshi Kajiyama (JPN)            |
| 1980      | Moscou                            | Nikolai Andrianov (URS)           | Aleksandr Dityatin (URS)          | Roland Brückner (GDR)             |
| 1984      | Los Angeles                       | Lou Yun (CHN)                     | Mitch Gaylord (USA)               | non décerné                       |
| 1984      | Los Angeles                       | Lou Yun (CHN)                     | Koji Gushiken (JPN)               | non décerné                       |
| 1984      | Los Angeles                       | Lou Yun (CHN)                     | Li Ning (CHN)                     | non décerné                       |
| 1984      | Los Angeles                       | Lou Yun (CHN)                     | Shinji Morisue (JPN)              | non décerné                       |
| 1988      | Séoul                             | Lou Yun (CHN)                     | Sylvio Kroll (GDR)                | Park Jong-hoon (KOR)              |
| 1992      | Barcelone                         | Vitaly Scherbo (EUN)              | Grigori Misutin (EUN)             | Yoo Ok-ryul (KOR)                 |
| 1996      | Atlanta                           | Alexei Nemov (RUS)                | Yeo Hong-chul (KOR)               | Vitaly Scherbo (BLR)              |
| 2000      | Sydney                            | Gervasio Deferr (ESP)             | Aleksey Bondarenko (RUS)          | Leszek Blanik (POL)               |
| 2004      | Athènes                           | Gervasio Deferr (ESP)             | Jevgēņijs Saproņenko (LAT)        | Marian Dragulescu (ROU)           |
| 2008      | Pékin                             | Leszek Blanik (POL)               | Thomas Bouhail (FRA)              | Anton Golotsutskov (RUS)          |
| 2012      | Londres                           | Yang Hak-seon (KOR)               | Denis Ablyazin (RUS)              | Ihor Radivilov (UKR)              |
| 2016      | Rio de Janeiro                    | Ri Se-gwang (PRK)                 | Denis Ablyazin (RUS)              | Kenzō Shirai (JPN)                |
| 2020      | Tokyo                             | Shin Jea-hwan (KOR)               | Denis Ablyazin (ROC)              | Artur Davtyan (ARM)               |
| 2024      | Paris                             | Carlos Yulo (PHI)                 | Artur Davtyan (ARM)               | Harry Hepworth (GBR)              |